# Fernando Real
Fernando Nunes Ferreira Real GOIP • GCIP (Loures, Camarate, 7 de janeiro de 1923 — Lisboa, 2 de dezembro de 2006) foi um geólogo e  político português. Ocupou diversos cargos em governos portugueses.

## Biografia
Concluiu a licenciatura em Ciências Geológicas em 1950 na Faculdade de Ciências da Universidade de Lisboa, tendo obtido o grau de doutor em julho de 1960 e o título de agregado em julho de 1965. Foi docente da Faculdade de Ciências da Universidade de Lisboa entre 1962 e 1965, onde desempenhou as funções de primeiro-assistente e, posteriormente, as de professor agregado. Depois da agregação partiu para Angola, onde veio a atingir rapidamente o topo da carreira académica e a desempenhar as funções de diretor do Laboratório de Mineralogia e Geologia da Universidade de Luanda e, posteriormente, as de vice-reitor e de reitor. O seu nome estará para sempre ligado à paleontologia de Angola, por lhe terem sido dedicados três táxones: o filópode Estheriella reali do Karroo da Lunda, e as amonites Mortoniceras (Deiradoceras) reali e Collignoniceras (Selwynoceras) reali, de Egito-Praia, do Cretácico.
Após o regresso a Portugal, integrou em 1975 o Instituto Politécnico de Vila Real, onde se manteve até 1978, altura em que foi nomeado presidente da então Junta de Investigações Científicas do Ultramar (JICU) e eleito presidente da Sociedade Geológica de Portugal para o biénio 1979–1980.
De 1980 a 1985 desempenhou o cargo de reitor do Instituto Universitário de Trás-os-Montes e Alto Douro (IUTAD), que em 22 de março de 1986 passou a Universidade de Trás-os-Montes e Alto Douro (UTAD), onde veio a exercer o cargo de reitor entre meados de 1987 e finais de 1989. A criação do Museu de Geologia da UTAD em 1986 foi da sua responsabilidade.
Enquanto geólogo, desempenhou funções, em 1951, na Companhia de Diamantes de Angola e, em 1958, na Missão de Fomento e Povoamento do Zambeze, em Moçambique, sendo chefe de brigada de Geologia e Prospecção Mineira.
A 12 de dezembro de 1984 foi feito Grande-Oficial da Ordem da Instrução Pública.
Integrou o X Governo Constitucional de Aníbal Cavaco Silva, de novembro de 1985 a agosto de 1987, como secretário de Estado do Ensino Superior, e o XI Governo Constitucional também de Cavaco Silva, de janeiro de 1990 a abril de 1991, como ministro do Ambiente e Recursos Naturais.
A 19 de maio de 1994 foi elevado a Grã-Cruz da Ordem da Instrução Pública.
Já aposentado, regressou à UTAD, onde criou o Instituto de Trás-os-Montes para a Investigação e Desenvolvimento Agro-Industrial (ITIDAI), tendo sido o seu primeiro gestor.

## Funções governamentais e académicas exercidas
- X Governo Constitucional de Portugal
  - Secretário de Estado do Ensino Superior
- XI Governo Constitucional de Portugal
  - Ministro do Ambiente e Recursos Naturais
- Reitor
  - Instituto Universitário de Trás-os-Montes
  - Universidade de Trás-os-Montes e Alto Douro
  - Universidade Agostinho Neto